# Vingt-cinquième circonscription de Paris de 1958 à 1986
De 1958 à 1986, la vingt-cinquième circonscription législative de Paris recouvrait un quartier du 18e arrondissement de la capitale : le quartier des Grandes-Carrières. Cette délimitation s'est appliquée aux sept premières législatures de la Cinquième République française. De 1958 à 1967, elle se confond avec la 25e circonscription de la Seine.
En 1986, cette circonscription a été scindée en deux parties qui ont été intégrées aux nouvelles « dix-septième » et « dix-huitième circonscriptions ».

## Députés élus
| Législature | Début de mandat | Fin de mandat  | Député élu            |  | Parti politique | Observations                                                                                          |
| ----------- | --------------- | -------------- | --------------------- |  | --------------- | --- |
| Ire         | 9 décembre 1958 | 4 juin 1960    | Jean Pécastaing       |  | UNR             | |
| Ire         | 10 juin 1960    | 9 octobre 1962 | Michel Sy             |  | CNIP            | suppléant de Jean Pécastaing, décédé mandat écourté à la suite d'une dissolution du général de Gaulle |
| IIe         | 6 décembre 1962 | 8 février 1966 | Alexandre Sanguinetti |  | UNR             | nommé au gouvernement                                                                                 |
| IIe         | 9 février 1966  | 2 avril 1967   | Dominique Wapler      |  | UNR-UDT         | suppléant d'Alexandre Sanguinetti, nommé au gouvernement                                              |
| IIIe        | 3 avril 1967    | 30 mai 1968    | Claude Estier         |  | FGDS            | mandat écourté à la suite d'une dissolution du général de Gaulle                                      |
| IVe         | 11 juillet 1968 | 1er avril 1973 | Louis Vallon          |  | UDR             | |
| Ve          | 2 avril 1973    | 2 avril 1978   | Roger Chinaud         |  | RI              | |
| VIe         | 3 avril 1978    | 22 mai 1981    | Roger Chinaud         |  | UDF             | mandat écourté à la suite d'une dissolution de François Mitterrand                                    |
| VIIe        | 2 juillet 1981  | 1er avril 1986 | Claude Estier         |  | PS              | |

En 1985, le président de la République François Mitterrand changea le mode de scrutin des députés en établissant le scrutin proportionnel par département. Le nombre de députés du département de Paris fut ramené de 31 à 21 et les circonscriptions furent supprimées au profit du département.

## Résultats électoraux

### Élections législatives de 1958
| Candidat                    | Candidat             | Parti          | Premier tour | Premier tour | Second tour | Second tour |  |
| Candidat                    | Candidat             | Parti          | Voix         | %            | Voix        | %           |  |
| --------------------------- | -------------------- | -------------- | ------------ | ------------ | ----------- | ----------- |  |
|                             | Jean Pécastaing élu  | CNIP           | 11 373       | 24,69        | 29 822      | 68,77       |  |
|                             | Louis Baillot        | PCF            | 9 923        | 21,54        | 12 064      | 27,82       |  |
|                             | Dominique Pado       | UNR            | 9 607        | 20,86        | 1 480       | 3,41        |  |
|                             | Paul Parpais         | SFIO           | 6 148        | 13,35        | Retrait     | Retrait     |  |
|                             | Philippe Dechartre   | Radsoc         | 3 791        | 8,23         | Retrait     | Retrait     |  |
|                             | Georges Jouvent      | Divers         | 3 368        | 7,31         | Retrait     | Retrait     |  |
|                             | Jean-Baptiste Susini | Divers         | 1 177        | 2,56         |             |             |  |
|                             | Christian Ourcival   | UFF            | 671          | 1,46         |             |             |  |
|                             |                      |                |              |              |             |             |  |
| Inscrits                    | Inscrits             | Inscrits       | 59 816       | 100,00       | 59 782      | 100,00      |  |
| Abstentions                 | Abstentions          | Abstentions    | 12 727       | 21,28        | 14 806      | 24,77       |  |
| Votants                     | Votants              | Votants        | 47 089       | 78,72        | 44 976      | 75,23       |  |
| Blancs et nuls              | Blancs et nuls       | Blancs et nuls | 1 031        | 2,19         | 1 610       | 3,58        |  |
| Exprimés                    | Exprimés             | Exprimés       | 46 058       | 97,81        | 43 366      | 96,42       |  |
| Source : Gallica et CEVIPOF |                      |                |              |              |             |             |  |

Jean Pécastaing, inscrit au groupe UNR, décéda le 4 juin 1960. Il fut remplacé par son suppléant Michel Sy, qui siégea au groupe "Indépendants et paysans d'action sociale".

### Élections législatives de 1962
| Candidat                    | Candidat                  | Parti          | Premier tour | Premier tour | Second tour | Second tour |  |
| Candidat                    | Candidat                  | Parti          | Voix         | %            | Voix        | %           |  |
| --------------------------- | ------------------------- | -------------- | ------------ | ------------ | ----------- | ----------- |  |
|                             | Alexandre Sanguinetti élu | UNR-UDT        | 15 882       | 42,21        | 19 258      | 50,53       |  |
|                             | Camille Denis             | PCF            | 9 360        | 24,88        | 12 608      | 33,08       |  |
|                             | Dominique Pado            | Radsoc         | 4 429        | 11,77        | 6 245       | 16,39       |  |
|                             | Paul Parpais              | SFIO           | 4 238        | 11,26        | Retrait     | Retrait     |  |
|                             | Michel Sy sortant         | CNIP           | 3 714        | 9,87         | Retrait     | Retrait     |  |
|                             |                           |                |              |              |             |             |  |
| Inscrits                    | Inscrits                  | Inscrits       | 56 321       | 100,00       | 56 321      | 100,00      |  |
| Abstentions                 | Abstentions               | Abstentions    | 17 926       | 31,83        | 17 358      | 30,82       |  |
| Votants                     | Votants                   | Votants        | 38 395       | 68,17        | 38 963      | 69,18       |  |
| Blancs et nuls              | Blancs et nuls            | Blancs et nuls | 772          | 2,01         | 852         | 2,19        |  |
| Exprimés                    | Exprimés                  | Exprimés       | 37 623       | 97,99        | 38 111      | 97,81       |  |
| Source : Gallica et CEVIPOF |                           |                |              |              |             |             |  |

Le suppléant d'Alexandre Sanguinetti était Dominique Wapler. Il le remplaça du 9 février 1966 au 2 avril 1967, quand Alexandre Sanguinetti fut nommé membre du gouvernement.

### Élections législatives de 1967
| Candidat                    | Candidat                      | Parti          | Premier tour | Premier tour | Second tour | Second tour |  |
| Candidat                    | Candidat                      | Parti          | Voix         | %            | Voix        | %           |  |
| --------------------------- | ----------------------------- | -------------- | ------------ | ------------ | ----------- | ----------- |  |
|                             | Alexandre Sanguinetti sortant | UD-Ve          | 16 738       | 40,99        | 19 639      | 49,81       |  |
|                             | Urbain Nédelec                | PCF            | 10 124       | 24,79        | Retrait     | Retrait     |  |
|                             | Claude Estier élu             | FGDS (CIR)     | 7 061        | 17,29        | 19 805      | 50,14       |  |
|                             | René Thomas                   | CD (PDM)       | 5 813        | 14,23        | Retrait     | Retrait     |  |
|                             | Jean-Claude Feo               | diss. UD-Ve    | 1 093        | 2,67         |             |             |  |
|                             |                               |                |              |              |             |             |  |
| Inscrits                    | Inscrits                      | Inscrits       | 52 004       | 100,00       | 52 004      | 100,00      |  |
| Abstentions                 | Abstentions                   | Abstentions    | 10 422       | 20,04        | 11 504      | 22,12       |  |
| Votants                     | Votants                       | Votants        | 41 582       | 79,96        | 40 500      | 77,88       |  |
| Blancs et nuls              | Blancs et nuls                | Blancs et nuls | 753          | 1,81         | 1 056       | 2,61        |  |
| Exprimés                    | Exprimés                      | Exprimés       | 40 829       | 98,19        | 39 444      | 97,39       |  |
| Source : Gallica et CEVIPOF |                               |                |              |              |             |             |  |

Victoria Man, étudiante en sociologie, était la suppléante de Claude Estier.

### Élections législatives de 1968
| Candidat                         | Candidat                    | Parti          | Premier tour | Premier tour | Second tour | Second tour |  |
| Candidat                         | Candidat                    | Parti          | Voix         | %            | Voix        | %           |  |
| -------------------------------- | --------------------------- | -------------- | ------------ | ------------ | ----------- | ----------- |  |
|                                  | Louis Vallon élu            | UDR (URP)      | 14 623       | 39,07        | 19 855      | 55,26       |  |
|                                  | Urbain Nédelec              | PCF            | 7 138        | 19,07        | Retrait     | Retrait     |  |
|                                  | Claude Estier sortant       | FGDS (CIR)     | 6 254        | 16,71        | 16 076      | 44,74       |  |
|                                  | Dominique Wapler            | CNIP (PDM)     | 3 399        | 9,08         |             |             |  |
|                                  | Jean-Jacques de la Rochette | RI             | 3 260        | 8,71         |             |             |  |
|                                  | Bernard Billaudot           | PSU            | 1 977        | 5,28         |             |             |  |
|                                  | Michel Veneau               | Divers (TD)    | 779          | 2,08         |             |             |  |
|                                  |                             |                |              |              |             |             |  |
| Inscrits                         | Inscrits                    | Inscrits       | 49 444       | 100,00       | 49 446      | 100,00      |  |
| Abstentions                      | Abstentions                 | Abstentions    | 11 567       | 23,39        | 12 729      | 25,74       |  |
| Votants                          | Votants                     | Votants        | 37 877       | 76,61        | 36 717      | 74,26       |  |
| Blancs et nuls                   | Blancs et nuls              | Blancs et nuls | 447          | 1,18         | 786         | 2,14        |  |
| Exprimés                         | Exprimés                    | Exprimés       | 37 430       | 98,82        | 35 931      | 97,86       |  |
| Source : Data.gouv.fr et CEVIPOF |                             |                |              |              |             |             |  |

Roger Sauphar, cadre administratif, était le suppléant de Louis Vallon.

### Élections législatives de 1973
| Candidat                         | Candidat          | Parti                | Premier tour | Premier tour | Second tour | Second tour |  |
| Candidat                         | Candidat          | Parti                | Voix         | %            | Voix        | %           |  |
| -------------------------------- | ----------------- | -------------------- | ------------ | ------------ | ----------- | ----------- |  |
|                                  | Roger Chinaud élu | RI (URP)             | 9 617        | 27,01        | 18 147      | 51,05       |  |
|                                  | Claude Estier     | PS (UGSD)            | 7 325        | 20,57        | 17 400      | 48,95       |  |
|                                  | Jean Gajer        | PCF                  | 7 064        | 19,84        | Retrait     | Retrait     |  |
|                                  | René Thomas       | CDP (UC)             | 3 365        | 9,45         |             |             |  |
|                                  | Jacques Lesprit   | CD (MR)              | 2 721        | 7,64         |             |             |  |
|                                  | Léon Boutbien     | Divers droite        | 2 639        | 6,65         |             |             |  |
|                                  | Geneviève Plagne  | PSU                  | 1 369        | 3,85         |             |             |  |
|                                  | Roger Holeindre   | FN                   | 942          | 2,65         |             |             |  |
|                                  | Michel Lequenne   | Extrême gauche (LCR) | 561          | 1,58         |             |             |  |
|                                  | Jacqueline Goret  | Extrême droite       | 0            | 0,00         |             |             |  |
|                                  | Antoine Luppi     | Divers droite (CNIP) | 0            | 0,00         |             |             |  |
|                                  |                   |                      |              |              |             |             |  |
| Inscrits                         | Inscrits          | Inscrits             | 45 701       | 100,00       | 45 707      | 100,00      |  |
| Abstentions                      | Abstentions       | Abstentions          | 9 468        | 20,72        | 9 253       | 20,24       |  |
| Votants                          | Votants           | Votants              | 36 233       | 79,28        | 36 454      | 79,76       |  |
| Blancs et nuls                   | Blancs et nuls    | Blancs et nuls       | 630          | 1,74         | 907         | 2,49        |  |
| Exprimés                         | Exprimés          | Exprimés             | 35 603       | 98,26        | 35 547      | 97,51       |  |
| Source : Data.gouv.fr et CEVIPOF |                   |                      |              |              |             |             |  |

Régine Blaess-Varon, ancienne pensionnaire de la Comédie Française, était la suppléante de Roger Chinaud.

### Élections législatives de 1978
| Candidat              | Candidat                    | Parti                   | Premier tour | Premier tour | Second tour | Second tour |  |
| Candidat              | Candidat                    | Parti                   | Voix         | %            | Voix        | %           |  |
| --------------------- | --------------------------- | ----------------------- | ------------ | ------------ | ----------- | ----------- |  |
|                       | Roger Chinaud sortant réélu | UDF (PR)                | 12 891       | 35,12        | 20 173      | 54,48       |  |
|                       | Claude Estier               | PS                      | 8 183        | 22,29        | 16 854      | 45,52       |  |
|                       | Jean Gajer                  | PCF                     | 6 577        | 17,92        | Retrait     | Retrait     |  |
|                       | Pierre Pastaud              | RPR                     | 4 451        | 12,12        |             |             |  |
|                       | Henri Fabre-Luce            | Écologie 78             | 1 981        | 5,40         |             |             |  |
|                       | Élisabeth Véron             | Divers gauche (Choisir) | 455          | 1,24         |             |             |  |
|                       | Jean Duplessy               | FN                      | 436          | 1,19         |             |             |  |
|                       | Jean-Claude Delay           | PSD                     | 352          | 0,96         |             |             |  |
|                       | Jacques Mattera             | Divers droite (RUC)     | 326          | 0,89         |             |             |  |
|                       | Pascal Demangeot            | LO                      | 293          | 0,80         |             |             |  |
|                       | Danièle Czalczynski         | LCR (PSPT)              | 289          | 0,79         |             |             |  |
|                       | Lucien Roussel              | PFN                     | 240          | 0,65         |             |             |  |
|                       | Bernard Candide             | FRP                     | 77           | 0,21         |             |             |  |
|                       | Jean-Hugues Rénahy          | UOPDP                   | 70           | 0,19         |             |             |  |
|                       | Alain Secouet               | Divers gauche (DH)      | 45           | 0,12         |             |             |  |
|                       | Jacques Cheminade           | POE                     | 44           | 0,12         |             |             |  |
|                       |                             |                         |              |              |             |             |  |
| Inscrits              | Inscrits                    | Inscrits                | 46 479       | 100,00       | 46 479      | 100,00      |  |
| Abstentions           | Abstentions                 | Abstentions             | 8 770        | 18,87        | 8 807       | 18,95       |  |
| Votants               | Votants                     | Votants                 | 37 709       | 81,13        | 37 672      | 81,05       |  |
| Blancs et nuls        | Blancs et nuls              | Blancs et nuls          | 999          | 2,65         | 645         | 1,71        |  |
| Exprimés              | Exprimés                    | Exprimés                | 36 710       | 97,35        | 37 027      | 98,29       |  |
| Source : Data.gouv.fr |                             |                         |              |              |             |             |  |

Le Docteur Jean-Marie Tétart était le suppléant de Roger Chinaud.

### Élections législatives de 1981
| Candidat                                                                         | Candidat                        | Parti          | Premier tour | Premier tour | Second tour | Second tour |  |
| Candidat                                                                         | Candidat                        | Parti          | Voix         | %            | Voix        | %           |  |
| -------------------------------------------------------------------------------- | ------------------------------- | -------------- | ------------ | ------------ | ----------- | ----------- |  |
|                                                                                  | Roger Chinaud sortant           | UDF (PR)       | 13 165       | 45,85        | 15 338      | 49,29       |  |
|                                                                                  | Claude Estier élu               | PS             | 10 910       | 38,00        | 15 781      | 50,71       |  |
|                                                                                  | Andrée Lefrère                  | PCF            | 2 513        | 8,75         |             |             |  |
|                                                                                  | Nicole Chan                     | MÉP            | 596          | 2,07         |             |             |  |
|                                                                                  | Dominique Chaboche              | FN             | 388          | 1,35         |             |             |  |
|                                                                                  | Jean-Gabriel Revault d'Allonnes | Divers droite  | 373          | 1,30         |             |             |  |
|                                                                                  | Josette Sénécot                 | PSU            | 365          | 1,27         |             |             |  |
|                                                                                  | René Thomas                     | Divers gauche  | 281          | 0,98         |             |             |  |
|                                                                                  | Marguerite Guillieu             | CCA            | 119          | 0,41         |             |             |  |
|                                                                                  |                                 |                |              |              |             |             |  |
| Inscrits                                                                         | Inscrits                        | Inscrits       | 44 469       | 100,00       | 44 469      | 100,00      |  |
| Abstentions                                                                      | Abstentions                     | Abstentions    | 15 500       | 34,86        | 12 989      | 29,21       |  |
| Votants                                                                          | Votants                         | Votants        | 28 969       | 65,14        | 31 480      | 70,79       |  |
| Blancs et nuls                                                                   | Blancs et nuls                  | Blancs et nuls | 259          | 0,89         | 361         | 1,15        |  |
| Exprimés                                                                         | Exprimés                        | Exprimés       | 28 710       | 99,11        | 31 119      | 98,85       |  |
| Source : CDSP, Le Monde du 16 juin 1981, p. 9 et Sud-Ouest du 17 juin 1981, p. 3 |                                 |                |              |              |             |             |  |

Yvette Davant, professeur, était la suppléante de Claude Estier.